# Кјеза ди Орнина (Арецо)
Кјеза ди Орнина је насеље у Италији у округу Арецо, региону Тоскана.
Према процени из 2011. у насељу је живело 10 становника. Насеље се налази на надморској висини од 535 м.